# Matalo
Matalo (Originaltitel: …y seguian robandose el millon de dolares, Übersetzung „... und sie stehlen weiterhin die Millionen Dollar“) ist ein in internationaler Koproduktion entstandener Italowestern, der am 3. Dezember 1971 seine deutsche Erstaufführung erlebte. Trotz Starbesetzung bekam der Film schlechte Kritiken und enttäuschte finanziell. Von vielen Kritikern wird er zu den schlechtesten Filmen des Genres gezählt. Der internationale Titel ist Bad Man's River.

## Inhalt
Die Bande von Roy King raubt entlang der mexikanischen Grenze eine Bank nach der anderen aus. Ihr einziger ebenbürtiger Gegner ist die raffinierte Alicia, die es immer wieder versteht, sie zu übertölpeln. Für ein Angebot von einer Million Dollar arbeitet sie jedoch mit Roy King zusammen; so viel verspricht ein mexikanischer Rebellenführer für die erfolgreiche Zerstörung eines Munitionsdepots der mexikanischen Armee. Das Depot wird zerstört, die Million aber geht in den wechselnden Konstellationen, in denen alle Beteiligten gegeneinander kämpfen, verloren.

## Kritik
„Um einige parodistische Ansätze bemühter Serienwestern.“

- Cinema TV Today urteilt: „Der Film versucht um jeden Preis, darauf hinzuweisen, wie trickreich und spaßig er ist; letztlich ist er dadurch nur nervig.“[2]

## Bemerkungen
- Drehorte waren u. a. Colmenar Viejo in der Nähe von Madrid und La Mancha.

- Das Titellied ist von der Gruppe Jade Warrior.